# Sacramento Kings 2018-2019
La stagione 2018-2019 dei Sacramento Kings è stata la 74ª stagione della franchigia, la 70ª nella NBA e la 34ª a Sacramento.

## Draft
| Giro | Scelta | Giocatore     | Ruolo | Nazionalità | Università/Squadra |
| ---- | ------ | ------------- | ----- | ----------- | ------------------ |
| 1    | 2      | Marvin Bagley | AG    | Stati Uniti | Duke Blue Devils   |

## Roster
| \| Pos. \| Num. \| Naz. \| Nome \| Altezza \| Peso \| Data nascita \| Provenienza \| \| ---- \| ---- \| ---- \| -------------------- \| ------- \| ------ \| ------------ \| ---------------- \| \| G \| 8 \| \| Bogdanović, Bogdan \| 198 cm \| 93 kg \| 18-08-1992 \| Serbia \| \| AG \| 88 \| \| Bjelica, Nemanja \| 208 cm \| 106 kg \| 09-05-1988 \| Serbia \| \| G \| 22 \| \| Demps, Cody \| 193 cm \| 88 kg \| 02-12-1993 \| Sacramento State \| \| G \| 3 \| \| Ferrell, Yogi \| 183 cm \| 82 kg \| 09-05-1993 \| Indiana \| \| C \| 00 \| \| Cauley-Stein, Willie \| 213 cm \| 109 kg \| 18-08-1993 \| Kentucky \| \| AP \| 19 \| \| Williams, Troy (TW) \| 201 cm \| 99 kg \| 30-12-1994 \| Indiana \| \| P \| 5 \| \| Fox, De'Aaron \| 191 cm \| 79 kg \| 20-12-1997 \| Kentucky \| \| AG \| 20 \| \| Giles, Harry \| 208 cm \| 109 kg \| 22-04-1998 \| Duke \| \| G \| 13 \| \| Burks, Alec \| 198 cm \| 97 kg \| 20-07-1991 \| Colorado \| \| G \| 24 \| \| Hield, Buddy \| 193 cm \| 97 kg \| 17-12-1993 \| Oklahoma \| \| AG \| 32 \| \| Gabriel, Wenyen (TW) \| 206 cm \| 95 kg \| 26-03-1997 \| Kentucky \| \| C \| 41 \| \| Koufos, Kosta \| 213 cm \| 120 kg \| 24-02-1989 \| Ohio State \| \| G/AP \| 33 \| \| Brewer, Corey \| 206 cm \| 87 kg \| 05-03-1986 \| Florida \| \| P \| 10 \| \| Mason, Frank \| 180 cm \| 86 kg \| 03-04-1994 \| Kansas \| \| AG/C \| 50 \| \| Swanigan, Caleb \| 206 cm \| 113 kg \| 18-04-1997 \| Purdue \| \| AG \| 35 \| \| Bagley, Marvin \| 211 cm \| 106 kg \| 14-03-1999 \| Duke \| \| G \| 9 \| \| Johnson, B.J. \| 201 cm \| 91 kg \| 21-12-1995 \| La Salle \| \| AP \| 40 \| \| Barnes, Harrison \| 203 cm \| 102 kg \| 30-05-1992 \| North Carolina \| | Allenatore - Dave Joerger Assistente/i - Bryan Gates - Dan Hartfield - Bobby Jackson - Jason March - Bob Thornton - Duane Ticknor - Philip Ricci - Larry Lewis Legenda - (C) Capitano - (FA) Free agent - (S) Sospeso - (TW) Contratto Two-way - (GL) Assegnato a squadra G League affiliata - Infortunato Roster • Transazioni · Ultima transazione: 23 aprile 2019 |                                                   |                      |         |        |              |                  |
| Pos. | Num. | Naz.                                              | Nome                 | Altezza | Peso   | Data nascita | Provenienza      |
| G | 8 | Serbia (bandiera)                                 | Bogdanović, Bogdan   | 198 cm  | 93 kg  | 18-08-1992   | Serbia           |
| AG | 88 | Serbia (bandiera)                                 | Bjelica, Nemanja     | 208 cm  | 106 kg | 09-05-1988   | Serbia           |
| G | 22 | Stati Uniti (bandiera)                            | Demps, Cody          | 193 cm  | 88 kg  | 02-12-1993   | Sacramento State |
| G | 3 | Stati Uniti (bandiera)                            | Ferrell, Yogi        | 183 cm  | 82 kg  | 09-05-1993   | Indiana          |
| C | 00 | Stati Uniti (bandiera)                            | Cauley-Stein, Willie | 213 cm  | 109 kg | 18-08-1993   | Kentucky         |
| AP | 19 | Stati Uniti (bandiera)                            | Williams, Troy (TW)  | 201 cm  | 99 kg  | 30-12-1994   | Indiana          |
| P | 5 | Stati Uniti (bandiera)                            | Fox, De'Aaron        | 191 cm  | 79 kg  | 20-12-1997   | Kentucky         |
| AG | 20 | Stati Uniti (bandiera)                            | Giles, Harry         | 208 cm  | 109 kg | 22-04-1998   | Duke             |
| G | 13 | Stati Uniti (bandiera)                            | Burks, Alec          | 198 cm  | 97 kg  | 20-07-1991   | Colorado         |
| G | 24 | Bahamas (bandiera)                                | Hield, Buddy         | 193 cm  | 97 kg  | 17-12-1993   | Oklahoma         |
| AG | 32 | Sudan del Sud (bandiera) · Stati Uniti (bandiera) | Gabriel, Wenyen (TW) | 206 cm  | 95 kg  | 26-03-1997   | Kentucky         |
| C | 41 | Grecia (bandiera)                                 | Koufos, Kosta        | 213 cm  | 120 kg | 24-02-1989   | Ohio State       |
| G/AP | 33 | Stati Uniti (bandiera)                            | Brewer, Corey        | 206 cm  | 87 kg  | 05-03-1986   | Florida          |
| P | 10 | Stati Uniti (bandiera)                            | Mason, Frank         | 180 cm  | 86 kg  | 03-04-1994   | Kansas           |
| AG/C | 50 | Stati Uniti (bandiera)                            | Swanigan, Caleb      | 206 cm  | 113 kg | 18-04-1997   | Purdue           |
| AG | 35 | Stati Uniti (bandiera)                            | Bagley, Marvin       | 211 cm  | 106 kg | 14-03-1999   | Duke             |
| G | 9 | Stati Uniti (bandiera)                            | Johnson, B.J.        | 201 cm  | 91 kg  | 21-12-1995   | La Salle         |
| AP | 40 | Stati Uniti (bandiera)                            | Barnes, Harrison     | 203 cm  | 102 kg | 30-05-1992   | North Carolina   |

## Classifiche

### Pacific Division
| Pacific Division  | V  | S  | V%   | PR   | Casa  | Trasf | Div  | PG |
| ----------------- | -- | -- | ---- | ---- | ----- | ----- | ---- | -- |
| c – G.S. Warriors | 57 | 25 | .695 | 0,0  | 30-11 | 27-14 | 13-3 | 82 |
| x – L.A. Clippers | 48 | 34 | .585 | 9,0  | 26-15 | 22-19 | 11-5 | 82 |
| Sacramento Kings  | 39 | 43 | .476 | 18,0 | 24-17 | 15-26 | 4-12 | 82 |
| L.A. Lakers       | 37 | 45 | .451 | 20,0 | 22-19 | 15-26 | 9-7  | 82 |
| Phoenix Suns      | 19 | 63 | .232 | 38,0 | 12-29 | 7-34  | 3-13 | 82 |

### Western Conference
| Western Conference | Western Conference      | Western Conference | Western Conference | Western Conference | Western Conference | Western Conference |
| #                  | Squadra                 | V                  | S                  | V%                 | PR                 | PG                 |
| ------------------ | ----------------------- | ------------------ | ------------------ | ------------------ | ------------------ | ------------------ |
| 1                  | c – G.S. Warriors       | 57                 | 25                 | .695               | –                  | 82                 |
| 2                  | y – Denver Nuggets      | 54                 | 28                 | .659               | 3,0                | 82                 |
| 3                  | x – Portland T. Blazers | 53                 | 29                 | .646               | 4,0                | 82                 |
| 4                  | y – Houston Rockets     | 53                 | 29                 | .646               | 4,0                | 82                 |
| 5                  | x – Utah Jazz           | 50                 | 32                 | .610               | 7,0                | 82                 |
| 6                  | x – Oklahoma Thunder    | 49                 | 33                 | .598               | 8,0                | 82                 |
| 7                  | x – San Antonio Spurs   | 48                 | 34                 | .585               | 9,0                | 82                 |
| 8                  | x – L.A. Clippers       | 48                 | 34                 | .585               | 9,0                | 82                 |
|                    |                         |                    |                    |                    |                    |                    |
| 9                  | Sacramento Kings        | 39                 | 43                 | .476               | 18,0               | 82                 |
| 10                 | L.A. Lakers             | 37                 | 45                 | .451               | 20,0               | 82                 |
| 11                 | Minnesota T'wolves      | 36                 | 46                 | .439               | 21,0               | 82                 |
| 12                 | Memphis Grizzlies       | 33                 | 49                 | .402               | 24,0               | 82                 |
| 13                 | N.O. Pelicans           | 33                 | 49                 | .402               | 24,0               | 82                 |
| 14                 | Dallas Mavericks        | 33                 | 49                 | .402               | 24,0               | 82                 |
| 15                 | Phoenix Suns            | 19                 | 63                 | .232               | 38,0               | 82                 |

## Mercato

### Free Agency

#### Acquisti
| Giocatore       | Contratto            | Provenienza        |
| --------------- | -------------------- | ------------------ |
| Nemanja Bjelica | 3 anni/$20,4 milioni | Minnesota T'wolves |
| Yogi Ferrell    | 2 anni/$6 milioni    | Dallas Mavericks   |
| Wenyen Gabriel  | Two way contract     | Kentucky Wildcats  |
| Jamel Artis     | 1 anno/$1,3 milioni  | Orlando Magic      |

#### Cessioni
| Giocatore     | Motivo     | Nuova squadra   |
| ------------- | ---------- | --------------- |
| Nigel Hayes   | Tagliato   | Galatasaray     |
| Jack Cooley   | Rilasciato | Dinamo Sassari  |
| Bruno Caboclo | Rilasciato | Houston Rockets |
| Vince Carter  | Rilasciato | Atlanta Hawks   |
| Deyonta Davis | Tagliato   | S.C. Warriors   |

### Scambi
| 21 giugno 2018  | Sacramento KingsScelta 2º giro Draft 2019 Scelta 2º giro Draft 2021 Cash considerations  | Portland T. BlazersDraft right per Gary Trent |
| 17 luglio 2018  | Sacramento KingsDeyonta Davis Ben McLemore Scelta 2º giro Draft 2021 Cash considerations | Memphis GrizzliesGarrett Temple               |
| 6 febbraio 2019 | Sacramento KingsHarrison Barnes                                                          | Dallas MavericksZach Randolph Justin Jackson  |